# Cosme Bauçà i Adrover
Cosme Bauçà i Adrover, es capellà Bou (Felanitx, 1871-1959), prevere i historiador.

## Biografia
L'any 1899, poc temps després de la seva ordenació sacerdotal, partí cap a Amèrica on hi visqué fins a l'any 1913. Al Brasil fou professor d'Història Eclesiàstica al seminari de Nossa Sra de Carmo i vicari a distintes parròquies. A l'Argentina va ocupar càrrecs a la catedral de Santa Fe i a la parròquia de Firmat.
Retornat a Felanitx, passà la resta de la seva vida dedicat a la investigació. Va ser acadèmic de la Real Academia Hispano-Americana de Ciencias y Artes de Cádiz i de l'Acadèmia Mallorquina d'estudis Genealògics. En morir es va constituir la Fundació Museu Cosme Bauçà. El 1972 va ser declarat Fill Il·lustre de Felanitx.

L'any 2025 va ser homenatjat amb el nom de l'asteroide (353171) Cosmebauçà.

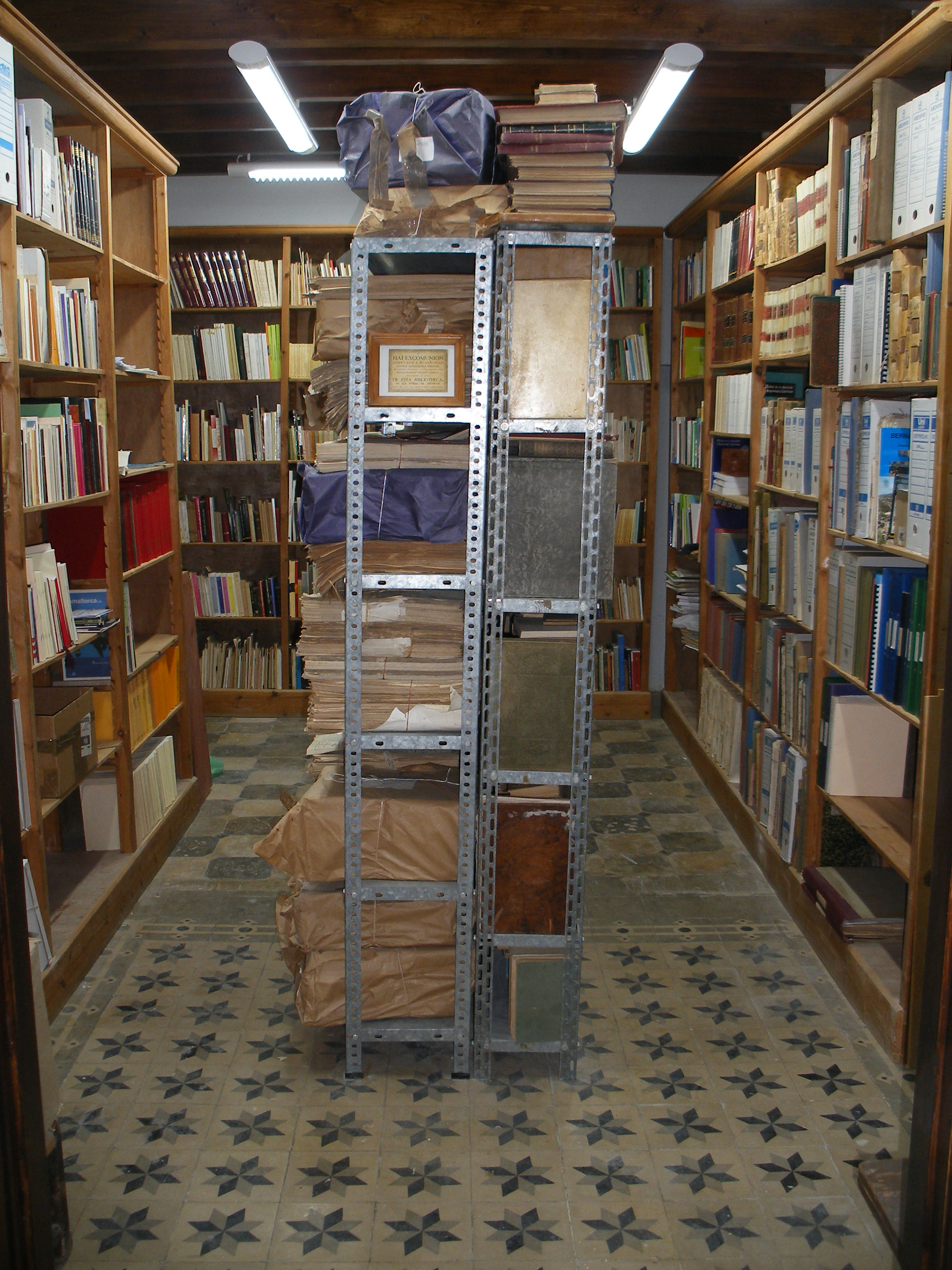
Biblioteca de la Fundació Museu Cosme Bauçà

## Obres
Va replegar multitud de cançons i tonades populars. Va cedir a Baltasar Samper i Ramon Morey en una missió de recerca per a l'Obra del cançoner popular de Catalunya quatre volums manuscrits de Mossèn Bauçà, cada un d'ells amb mil cançons. Va escriure Historia de Felanitx, treball exhaustiu que es publicà en sis toms (1921-1948). A Argentina publicà el llibre de poesies Flors semprevives (1911) i diversos obres sobre els països sud-americans on residí.